# Creițar

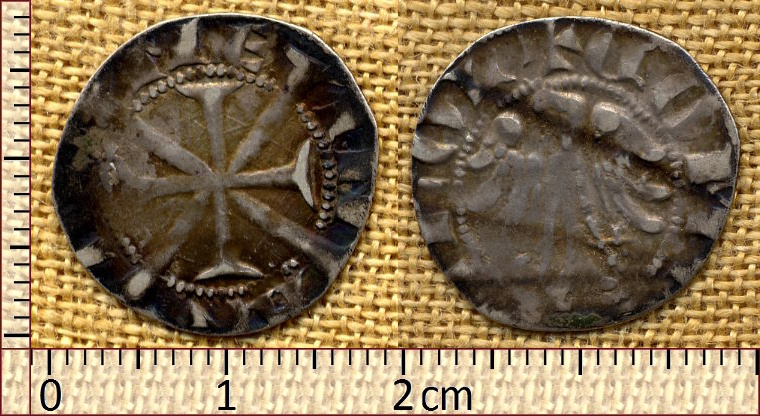
Creițar: avers: ME IN AR DVS, în centru, cruce dublă; revers: DUX TIROL, acvilă; 1,45 g de argint; monetăria din Tirol, cca 1280.

Creițar (plural creițari; variante: crăițar, crițar, crucer; cf. maghiară krajcár, germană Kreuzer, din Kreuz „cruce”) era o monedă mică, inițial de argint, mai târziu din aramă.

## Etimologie
Termenul din română creițar derivă din maghiară krajcár, germană Kreuzer. Denumirea germană a monedei derivă de la crucea (dublă) gravată pe reversul ei; una dintre cruci este cu tălpi, iar cea de-a doua cruce este Crucea Sfântului Andrei. În germană Kreuz: „cruce”. Termenul german Kreuzer își are originea din Mittelhochdeutsch kriuzære sau kriuzer denumit după crucea dublă reprezentată pe reversul piesei. 
În regiunile germanofone, abrevierea poate lua diferite forme: kr., K. sau Xr, iar în unele cantoane elvețiene, unde este ortografiat „creuzer”, se folosea abrevierea cr.

## Istorie

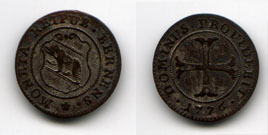
Creițar emis la Berna, în 1776; avers: MONETA REIPUB BERNENSIS; urs bernez; revers: DOMINUS PROVIDEBIT; cruce heraldică, cu tălpi

Creițarul a fost pentru prima oară emis în Tirol, în 1271.
A circulat în regiunile meridionale ale Germaniei, în Elveția și în Imperiul Habsburgic, respectiv în continuatorul acestuia, Imperiul Austriac și apoi în Imperiul Austro-Ungar, deci și în Banat, Bucovina și Transilvania, până la finele secolului al XIX-lea.
Creițarul mai era denumit și Zwanziger întrucât valora 20 de denari veronezi. De la denumirea germană Zwanziger, în limba română avem denumirea sfanț.
În secolele al XIV-lea și al XV-lea, uzul monedei s-a răspândit în toate statele de limbă germană din Europa de centru și meridională, având valoarea de 4 Pfennig.
Legea imperială din 1551 a oficializat creițarul în rolul de monedă divizionară de argint. 60 de creițari aveau valoarea unui florin de aur (Goldgulden), iar 10 creițari valorau un taler.
În secolul al XVI-lea, creițarul era din bilon, iar în secolul al XVIII-lea era din cupru.
În cea mai mare parte a sistemului valutelor din regiunile meridionale germane, valorile erau 8 Heller = 4 Pfennig = 1 Kreuzer / creițar, iar 4 creițari = 1 Batzen.
În  secolele al XVIII-lea și al XIX-lea, creițarul a fost emis din cupru.
Creițarul a fost emis în Germania, până în 1871, iar în Austria și în continuatoarea acesteia, Austro-Ungaria, până în 1892. În Austria, până în 1858, un creițar valora 1/60 dintr-un florin, după care, trecându-se la decimalizarea monetară, 1 creițar / Kreuzer = 1/100 florin. 1 creițar = o zecime dintr-o pițulă. În sens figurat, cuvântul creițar era folosit cu sensul ban de valoare neînsemnată, sfanț.

## Alte monede
Denumirile vechilor monede braziliene Cruzeiro  și Cruzado sunt traduceri libere ale denumirii monedei Kreuzer.